# Australisch tenniskampioenschap 1937
De 30e editie van het Australische grandslamtoernooi, het Australisch tenniskampioenschap 1937, werd gehouden van 22 tot en met 30 januari 1937. Voor de vrouwen was het de 16e editie. Het toernooi werd gespeeld op de grasbanen van het White City Stadium te Sydney.

## Belangrijkste uitslagen
Mannenenkelspel

Finale: Vivian McGrath (Australië) won van John Bromwich (Australië) met 6-3, 1-6, 6-0, 2-6, 6-1
Vrouwenenkelspel

Finale: Nancye Wynne (Australië) won van Emily Hood-Westacott (Australië) met 6-3, 5-7, 6-4
Mannendubbelspel

Finale: Adrian Quist (Australië) en Don Turnbull (Australië) wonnen van John Bromwich (Australië) en Jack Harper (Australië) met 6-2, 9-7, 1-6, 6-8, 6-4
Vrouwendubbelspel

Finale: Thelma Coyne-Long (Australië) en Nancye Wynne (Australië) wonnen van Nell Hall-Hopman (Australië) en Emily Hood-Westacott (Australië) met 6-2, 6-2
Gemengd dubbelspel

Finale: Nell Hall-Hopman (Australië) en Harry Hopman (Australië) wonnen van Dorothy Stevenson (Australië) en Don Turnbull (Australië) met 3-6, 6-3, 6-2
Meisjesenkelspel

Winnares: Margaret Wilson (Australië)
Meisjesdubbelspel

Winnaressen: Joan Prior (Australië) en Ida Webb (Australië)
Jongensenkelspel

Winnaar: John Bromwich (Australië)
Jongensdubbelspel

Winnaars: John Bromwich (Australië) en Dinny Pails (Australië)
1905 · 1906 · 1907 · 1908 · 1909 · 1910 · 1911 · 1912 · 1913 · 1914 · 1915 · 1916–1918 · 1919 · 1920 · 1921 · 1922 · 1923 · 1924 · 1925 · 1926 · 1927 · 1928 · 1929 · 1930 · 1931 · 1932 · 1933 · 1934 · 1935 · 1936 · 1937 · 1938 · 1939 · 1940 · 1941–1945 · 1946 · 1947 · 1948 · 1949 · 1950 · 1951 · 1952 · 1953 · 1954 · 1955 · 1956 · 1957 · 1958 · 1959 · 1960 · 1961 · 1962 · 1963 · 1964 · 1965 · 1966 · 1967 · 1968
↓ open tijdperk ↓
1969 (m-v-md-vd-gd) · 1970 (m-v-md-vd) · 1971 (m-v-md-vd) · 1972 (m-v-md-vd) · 1973 (m-v-md-vd) · 1974 (m-v-md-vd) · 1975 (m-v-md-vd) · 1976 (m-v-md-vd) · jan 1977 (m-v-md-vd) · dec 1977 (m-v-md-vd) · 1978 (m-v-md-vd) · 1979 (m-v-md-vd) · 1980 (m-v-md-vd) · 1981 (m-v-md-vd) · 1982 (m-v-md-vd) · 1983 (m-v-md-vd) · 1984 (m-v-md-vd) · 1985 (m-v-md-vd) · 1986 · 1987 (m-v-md-vd-gd) · 1988 (m-v-md-vd-gd) · 1989 (m-v-md-vd-gd) · 1990 (m-v-md-vd-gd) · 1991 (m-v-md-vd-gd) · 1992 (m-v-md-vd-gd) · 1993 (m-v-md-vd-gd) · 1994 (m-v-md-vd-gd) · 1995 (m-v-md-vd-gd) · 1996 (m-v-md-vd-gd) · 1997 (m-v-md-vd-gd) · 1998 (m-v-md-vd-gd) · 1999 (m-v-md-vd-gd) · 2000 (m-v-md-vd-gd) · 2001 (m-v-md-vd-gd) · 2002 (m-v-md-vd-gd) · 2003 (m-v-md-vd-gd) · 2004 (m-v-md-vd-gd) · 2005 (m-v-md-vd-gd) · 2006 (m-v-md-vd-gd) · 2007 (m-v-md-vd-gd) · 2008 (m-v-md-vd-gd) · 2009 (m-v-md-vd-gd) · 2010 (m-v-md-vd-gd) · 2011 (m-v-md-vd-gd) · 2012 (m-v-md-vd-gd) · 2013 (m-v-md-vd-gd) · 2014 (m-v-md-vd-gd) · 2015 (m-v-md-vd-gd) · 2016 (m-v-md-vd-gd) · 2017 (m-v-md-vd-gd) · 2018 (m-v-md-vd-gd) · 2019 (m-v-md-vd-gd)  · 2020 (m-v-md-vd-gd) · 2021 (m-v-md-vd-gd) · 2022 (m-v-md-vd-gd) · 2023 (m-v-md-vd-gd) · 2024 (m-v-md-vd-gd) · 2025 (m-v-md-vd-gd)
Lijst van Australian Openwinnaars